# Чулим (притока Оба)
Чулим (рус. Чулым турк. „текући сан“) река је у северном делу Краснојарске Покрајине у азијском делу Руске Федерације. То је десна притока реке Об.
Дужина реке је 1.799 km, а сливно подручје 134 хиљада квадратних km.
Река настаје на ушћу Белог и Црног Ијуса, који извиру на падинама Кузњетског Алтаја, 40 km јужно од Ужура у села у Мали Сјутик у Хаказији. Рељеф уз корито реке од извора до града Ачинск је планински. У близини села Легостајева (код села Новосјолова, Новосјоловски рејон) растојање између река Чулима и Јенисеја је удаљено свега 7,5 km. Унутар слива ове реке, између градова Ачинск и Назарово налази се гребен Арга, који их окружује. Ниже од овог гребена, река тече кроз широку равницу (до 10 km), која обилује са мноштвом потока и језера. Такође, овде постоје многи канали са многим рукавцима (ширине до 1.200 m), па се равница по реци назива Чулимска равница.